# INFSP
INFSP (Inform in Spanish) es una biblioteca de Inform (basada en Inform v6.31) para desarrollar una aventura conversacional en español. Tiene sus bases en los archivos de idioma español de InformATE, biblioteca originalmente creada por José Luis Díaz (también conocido como Zak), y es compatible con Inform 6.
De hecho, Inform 6 está concebido de manera tal que su módulo de idioma se separa del parser y puede reemplazarse según el idioma del juego. INFSP es un ejemplo de módulo para español (otros ejemplos son el INFIT italiano, DEFORM alemán, etc).
De todas formas, para dar soporte a los sufijos del idioma español según género y número, en INFSP se han hackeado media docena de rutinas internas del parser.
Muchas de las bibliotecas disponibles en el sitio de inform 6 pueden usarse con INFSP, así como varias de las bibliotecas de InformATE, ya que han sido reconvertidas a través de la herramienta CINFORM.
Adicionalmente INFSP puede usarse para programar juegos en español usando Inform 7.
Esta rama aún esta en fase beta.
INFSP es mantenido por el INFSP Team, grupo heterogéneo que toma sus miembros de la comunidad hispana de aventuras conversacionales (CAAD).
La documentación, bibliotecas (extensiones), y los paquetes INFSP para Inform 6 e Inform 7 están disponibles en la web de INFSP.